# 郭宝龙
郭宝龙（1975年3月17日—），生于山东省青岛市，中国足球裁判，於2010年成为中國足球超級联赛主裁判 ，之前参与中國足球甲組联赛的执法。
郭宝龙早年就读于青岛体校。1996年7月，他从中国石油大学工程管理专业，被分配到青岛医药站上班。2000年11月，他偶遇他在青岛体校的守门员教练、已成为甲A联赛裁判的魏吉鸿，他从此开始努力成为足球裁判。2001年，他开始在青岛各级业余联赛中担任裁判。2005年，首届青岛城市联赛将郭宝龙评为“金哨”。28岁时，郭宝龙成为国家一级足球裁判。2006年，郭宝龙开始担任中乙联赛裁判，同年他还在U15比赛的8个赛区担任主裁判。2008年，他升为中甲联赛主裁判。2009年，他曾在中超联赛中出任第四官员。2010年，他首次作为主裁判执法中超联赛，他执法的第一场中超联赛的第7轮杭州绿城对阵大连实德的比赛。从乙级联赛到中超联赛，他只用了五年时间，创下了当时中国足球裁判界的纪录。2010至2012年，他连续三年当选中超联赛优秀裁判员。由于再生障碍性贫血，郭宝龙2016年初入院治疗，暂时离开了足球场。2017年2月，他通过了中国足协的裁判体测，回归赛场，担任中甲主裁判。
2010年中超联赛北京国安与上海申花的比赛中，郭宝龙的判罚引起北京国安不满，赛后北京国安为此上诉中国足协。